# Ferrovia Phnom Penh-Sihanoukville

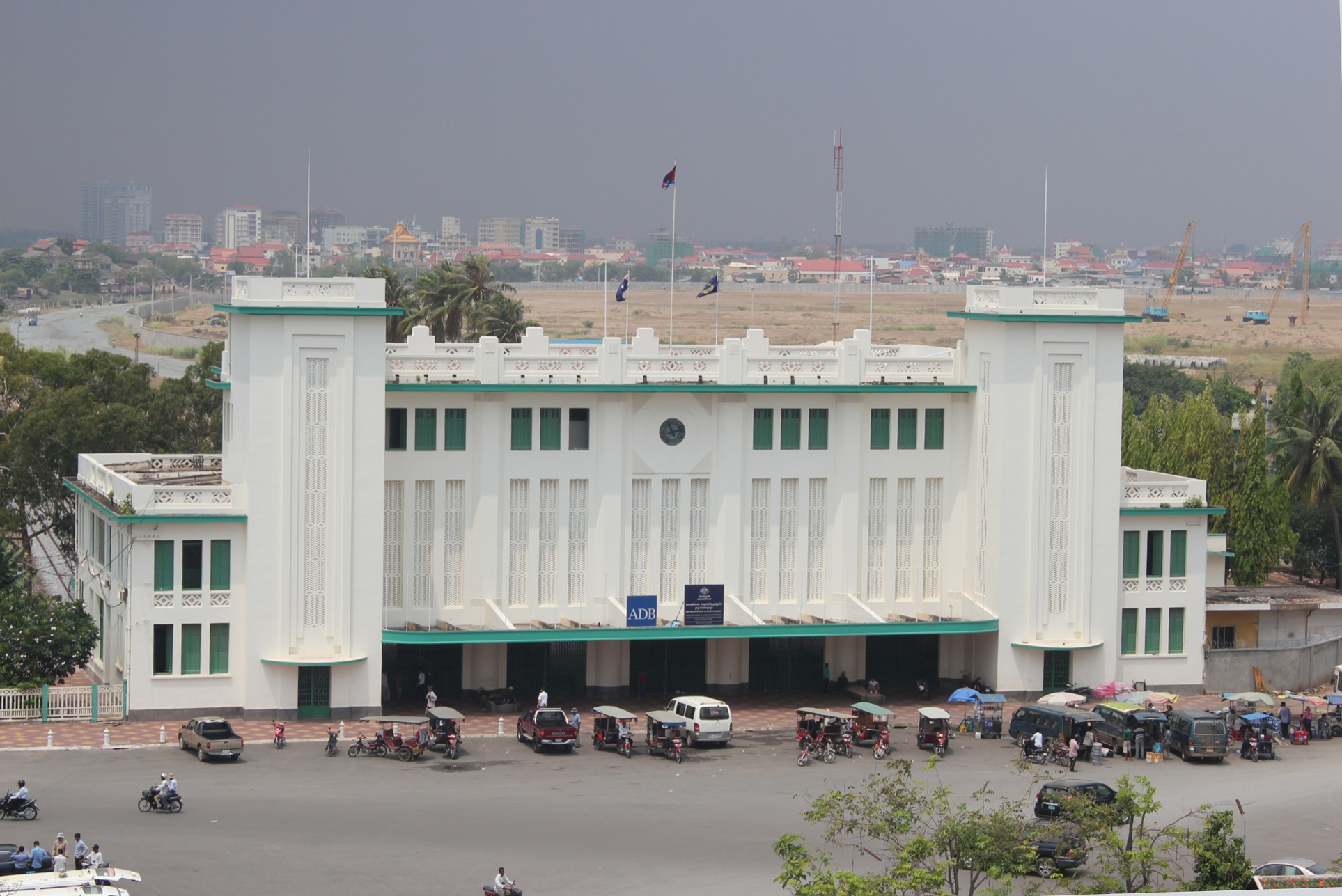
La stazione di Phnom Penh.

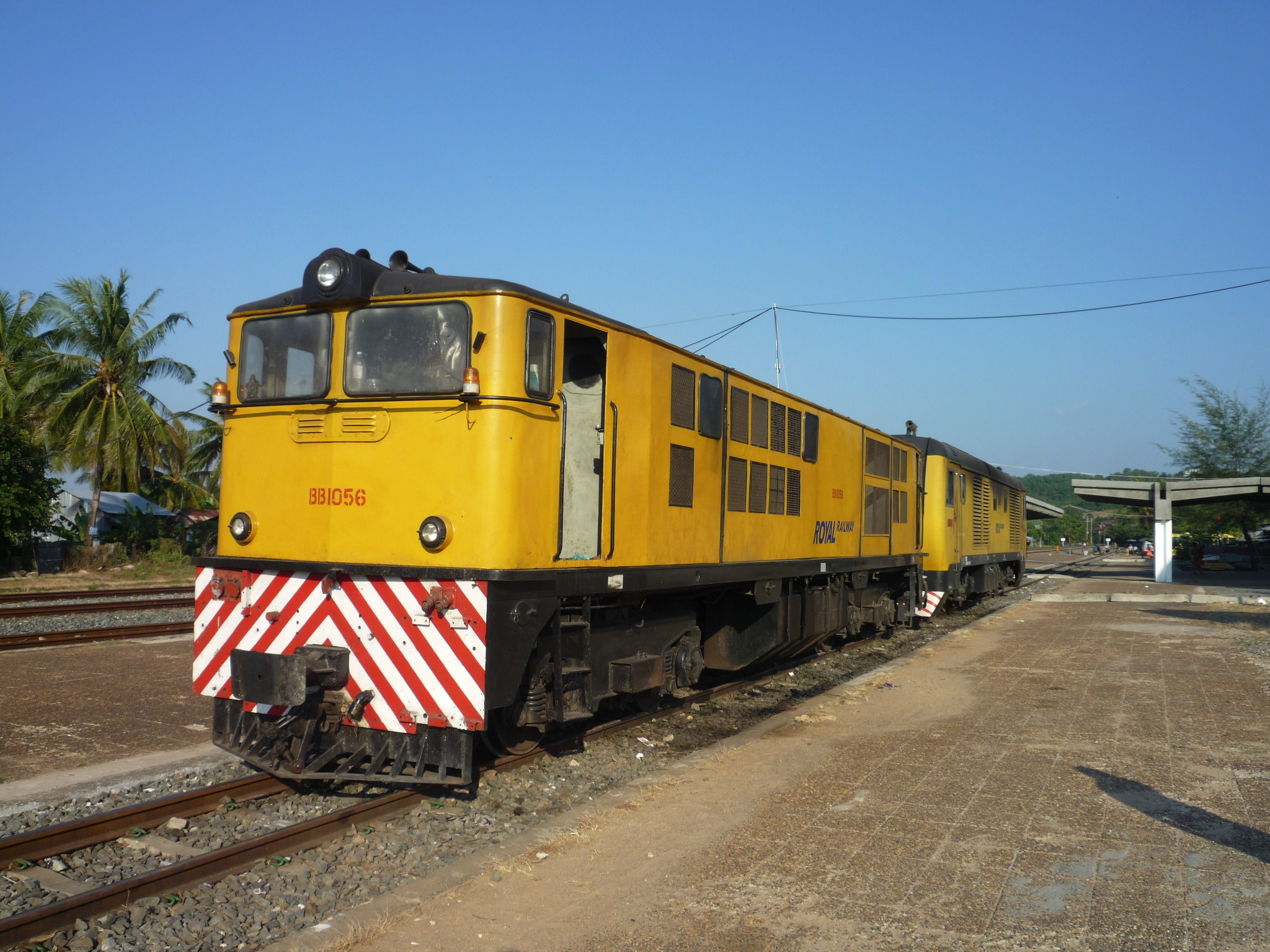
Locomotore a Sihanoukville.

La ferrovia Phnom Penh-Sihanoukville è una delle principali ferrovie della Cambogia. Collega la capitale Phnom Penh all'importante città portuale di Sihanoukville che si affaccia sul golfo del Siam. È un'infrastruttura statale ed è gestita dalla Royal Railway of Cambodia.

## Storia
La linea fra Phnom Penh e Sihanoukville fu aperta all'esercizio negli anni sessanta con un primo tratto di 75 km (P. Penh-Takéo) inaugurato nel gennaio del 1966 ed il resto della linea nel novembre del 1969. Con l'inizio della guerra civile cambogiana il servizio fu interrotto fino ai primi anni ottanta quando fu riattivata ma con frequenze limitate. Chiusa nuovamente nel 2009 la linea riprese servizio nel 2012 per il trasporto merci ed il trasporto passeggeri è stato riattivato il 9 aprile 2016 con quattro corse settimanali e fermata limitata alle sole stazioni intermedie di Takéo e Kampot.

## Caratteristiche
La linea si sviluppa per 262 km con un singolo binario a scartamento metrico (1.000 mm) non elettrificato. Nei pressi della stazione centrale ha inizio una diramazione di 6,7 km che collega alla rete il terminale petrolifero ed uno dei terminal container del porto di Phnom Penh. I primi 9,4 km sono in comune con la linea per Sisophon che si dirama verso nord. Lungo la linea sono stati costruiti 94 ponti per scavalcare fiumi e canali e l'andamento altimetrico non vede tratti impegnativi.
| Head station |

| Unknown route-map component "exCONTgq" | Unknown route-map component "eABZgr" |  |

|  | Unknown route-map component "ABZgl" | Unknown route-map component "KDSTeq" |

| Unknown route-map component "eHST" |

|  | Unknown route-map component "ABZg+l" | Unknown route-map component "CONTfq" |

| Unknown route-map component "eHST" |

| Unknown route-map component "exCONTgq" | Unknown route-map component "eABZgr" |  |

| Small non-passenger station on track |

| Unknown route-map component "hKRZWae" |

| Unknown route-map component "eHST" |

| Station on track |

| Unknown route-map component "eHST" |

| Unknown route-map component "eHST" |

| Unknown route-map component "eHST" |

| Unknown route-map component "eHST" |

| Station on track |

| Unknown route-map component "exCONTgq" | Unknown route-map component "eABZgr" |  |

| Unknown route-map component "hKRZWae" |

| Unknown route-map component "eHST" |

| Unknown route-map component "eHST" |

| Non-passenger station/depot on track |

| Station on track |

| Non-passenger end station |